# خليل بن إسحاق الجندي
الشَّيخ خَلِيل بن إسحاق الجندي (ت. 767 هـ / 1374 م) هو فقيه مالكي، من أهل مصر.
هو خليل بن إسحاق بن موسى، ضياء الدين (أبو المودة) الجندي المالكي المصري. تعلم في القاهرة، وولي الإفتاء على مذهب مالك.
قال الحافظ أحمد بن حجر العسقلاني في كتابه: الدرر الكامنة في أعيان المائة الثامنة: (كَانَ يُسمى مُحَمَّدًا ويلقب ضِيَاء الدّين، سمع من ابن عبد الهادي عبد الغني وَقَرَأَ على الرشيدي فِي الْعَرَبيَّة وَالْأُصُول وعَلى الشَّيْخ عبد الله المنوفي فِي فقه الْمَالِكِيَّة وَشرع فِي الأشغال بعد شَيْخه وَتخرج بِهِ جمَاعَة ثمَّ درس بالشيخونية وَأفْتى وَأفَاد وَلم يُغير زِيّ الجندية وَكَانَ صيناً عفيفاً نزهاً شرح مختصر ابن الحاجب فِي سِتّ مجلدات انتقاه من شرح ابن عبد السلام وَزَاد فِيهِ عزوَ الأقوال وإيضاحَ مَا فِيهِ من الْإِشْكَال).

## وفاته
```
كانت وفاته في شهر ربيع الأول سنة 767 هـ.
[
4
]
```

## آثاره
من آثاره:
- «مختصر خليل» في الفقه المالكي، وقد شرحه كثيرون، كما ترجم إلى الفرنسية.
- «التوضيح» شرح به مختصر ابن الحاجب.
- «المناسك».
- «مخدرات الفهوم في ما يتعلق بالتراجم والعلوم».
- «مناقب المنوفي».[5]